# Румыния (гидроавиатранспорт)
«Румыния» — вспомогательный крейсер типа «Румыния». Построенный как грузопассажирский пароход во Франции для Румынии, был передан России, вооружен как вспомогательный крейсер и принял участие в Первой мировой войне, Гражданской войне и после возврата Румынии во Второй мировой войне. Потоплен в 1944 году.

## История
Спущен на воду в 1904 в Сен-Назере. Строился во Франции по заказу Румынии как грузо-пассажирский пароход.  

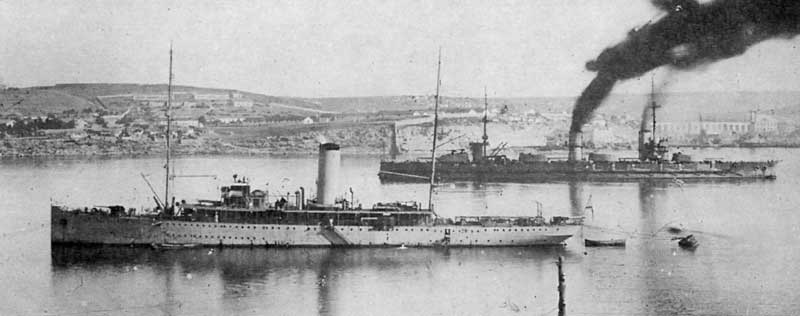
"Румыния" в Севастопольской бухте, 1917 год

### Первая мировая война

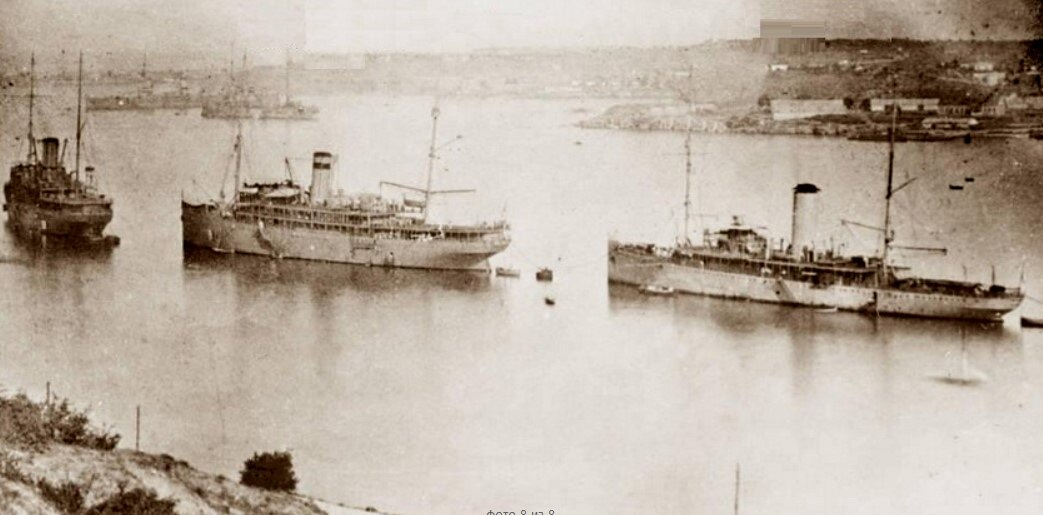
Гидроавиатранспорты Воздушной дивизии Черноморского флота «Император Александр I», «Император Николай I», «Румыния»

Был переоборудован во вспомогательный крейсер. После вступления Румынии в Первую мировую войну на стороне Антанты 9 сентября 1916 передан России. В октябре вошёл в состав Черноморского флота и был переоборудован в авиатранспорт. 31 декабря 1916 года командующий Морскими силами Чёрного моря вице-адмирал А. В. Колчак приказом №227 сформировал черноморскую воздушную дивизию в составе первой и второй воздушных бригад и отряда корабельной авиации. В отряд корабельной авиации включались авиационные суда «Император Александр I», «Император Николай I», «Румыния» и «Алмаз». 11 марта 1917 года авиатранспорты «Румыния», «Александр I» и «Николай I» с 10 самолетами на борту провели разведку укреплений Босфора с воздуха для подготовки будущей высадки десанта, который должен был завладеть проливом. 4 апреля 1917 года гидропланы с авиатранспортов «Румыния», «Александр I» и «Николай I» произвели аэрофотосъёмку укреплений Босфора и сбросили около 16 килограммов бомб на турецкие батареи. 5-6 мая 1917 года гидропланы с авиатранспортов «Румыния», «Александр I» и «Николай I» произвели налёт на занятый немецкими войсками румынский порт Констанца.
2 ноября 1917 года на борту гидрокрейсера "Румыния" пережил неудачное покушение начальник Отряда судов и портов восточной части Черного моря капитан 1-го ранга М. И. Федорович. Он получил тяжелую травму и ранение черепа, когда был сброшен взбунтовавшимися матросами в трюм корабля.

### Гражданская война в России
19 февраля 1918 корабль получил революционное имя: «Республика Румыния». 
В ночь с 12 на 13(26) января предположительно офицерами был убит секретарь Евпаторийского городского комитета РСДРП(б) Давид Караев. 14 (27) января 1918 года на транспортном судне «Трувор», гидрокрейсере «Румыния», буксирах «Геркулес» и «Данай» на рейд Евпатории из Севастополя прибыл отряд из примерно полутора тысяч революционных матросов и красногвардейцев. Город в течение примерно сорока минут подвергся обстрелу орудий гидрокрейсера, затем на берег был высажен десант в примерно тысячу бойцов. Эскадронцы и офицеры покинули Евпаторию с началом боевых действий. Город перешёл под контроль севастопольского отряда и местных большевиков.
В городе начались аресты «контрреволюционеров» — офицеров, представителей имущих классов, дворян. Сопротивлявшихся убивали на месте, а арестованных отводили на причал в здание Русского общества пароходства и торговли, откуда после краткого опроса свозили на транспорт «Трувор». Первыми на «Румынии» погибли захваченные члены офицерской дружины, числом в 46 человек. Их со связанными руками выстроили вдоль борта транспорта «Трувор» и один из матросов, проходя мимо строя офицеров, ногой сбрасывал их в зимнее Чёрное море. Эта расправа была видна с берега, на котором собрались семьи казнимых — «всё плакало, кричало, молилось, но матросы только смеялись».
Казни с ужасающей жестокостью производили на борту транспорта «Трувор» и гидрокрейсера «Румыния». Штабс-капитана Новацкого бросили в пылающую топку котла. Была сформирована т. н. «судебная комиссия», в которую вошли члены семьи Немич. Она заседала на борту транспорта «Трувор», рассматривая дела арестованных и решая их судьбы. Председательствовавший на заседаниях комиссии командир «Румынии», матрос Федосеенко, любил повторять: «Все с чина подпоручика до полковника — будут уничтожены». Всего за три дня 15—17 января 1918 года (старого стиля) было арестовано около восьмисот человек, из них казнено и утоплено до трёхсот.
В мае 1918 года базировавшийся в крепости Севастополь авиатранспорт «Республика Румыния» вместе с другими кораблями Черноморского флота были захвачены германской имперской армией. В ноябре 1918 года  после эвакуации немцев с Украины из-за Ноябрьской революции в Германии, корабли флота перешли под контроль Антанты. В 1919 году разоруженный крейсер был возвращён румынскому флоту.

### Вторая мировая война
В 1941 году мобилизован и переоборудован в минный заградитель (4 - 20-мм орудия, 80 мин). В 1942 - 1943 годах использовался, как плавбаза ТКА. 11.09.1944 тяжело поврежден советской авиацией южнее Севастополя и оставлен экипажем. 12.05.1944 добит советскими ТКА.